# Lanaja
Lanaja – gmina w Hiszpanii, w prowincji Huesca, w Aragonii, o powierzchni 183,7 km². W 2011 roku gmina liczyła 1358 mieszkańców.